# آهوچه سرخ جنگلی
آهوچه سرخ جنگلی (نام علمی: Cephalophus natalensis) نام یک گونه از زیرخانواده غزالک است.